# Паланка (Тульчинський район)
Пала́нка — село в Україні, у Томашпільській селищній громаді Тульчинського району Вінницької області. До 2018 орган місцевого самоврядування — Паланська сільська рада. Населення становить 517 осіб.

## Географія
Територія Паланської сільської округи як адміністративно-територіальної одиниці та її межі, затверджені рішенням Паланської сільської ради від 12 лютого 1993 року, складається із трьох населених пунктів: Паланки, Вапнярки, Вапнярки-2 та Касянівки. Вона розташована в північній частині Томашпільського району Вінницької області.

## Історія
Перша згадка про село датується початком XVI століття. Тікаючи від гніту литовських феодалів, а згодом й польської шляхти, люди тікали у малозаселені райони, що були зарослі густими непрохідними лісами. Саме серед такого лісу на поляні і виникло поселення, яке називалось «Полянка» і вже згодом стало називатись Паланка.
Перші житлові будинки з'явилися на початку XVI століття і будувались у зруб із дубових балок. У дореволюційний період с. Паланка та навколишні землі були у власності пана Крижанівського, маєток якого знаходився на місці теперішньої тракторної бригади.
У 1883-87 рр. за готовим проектом дерев'яну Свято-Миколаївську церкву в селі будував архітектор Сазонов Василь Васильович.
7 (20) листопада 1917 року, відповідно до Третього Універсалу Української Центральної Ради, увійшло до складу Української Народної Республіки.
Після подій жовтневого перевороту 1917 року та на часі громадянської війни 1918-1921 років в країні проводилася політика воєнного комунізму. Усі підприємства націоналізовуються. Вводиться продрозкладка, тобто нова влада зобов'язували селян здавати державі за твердими цінами надлишки (понад встановлені норми на особисті та господарські потреби) хліба та інших продуктів. Проводилася органами Наркомпроду, продзагонами, за участі частин Червоної армії, спільно з комбідами і місцевими Радами. Також введена трудова повинність, що мала на меті, залучення робітників чи цивільного населення для виконання робіт військово-оборонного характеру. Такі заходи вживалися в інтересах оборони країни та початку будівництва соціалізму.
У 1921 році замість продрозкладки вводиться продподаток, за яким селяни набували права вільно розпоряджатися власною продукцією та продавати її за ринковими цінами. Це був початок НЕПу. Селяни Паланки почали активно вирощувати сільськогосподарські культури та розвивати тваринництво. Пожвавився товарообіг між містом і селом. Значна частина односельців стали успішними та заможними господарями на своїх наділах, використовуючи працю найманих робітників.
У 1923 році підприємливі ділки Київського гірничо — промислового округу організовують у селі колективне товариство під назвою «Добробут» із розробки родовища і видобутку каоліну. У члени товариства залучають понад 300 пайовиків з членськими внесками по 3 крб. 25 коп. На колишніх церковних землях біля с. Касянівка відкривають дві шахти з видобутку каоліну, і дві бригади шахтарів починають активну роботу. Головою товариства обирають місцевого жителя Горячука Григорія Омеляновича, а бухгалтером Гриника Миколу Амвросійовича.
На складах накопичуються великі запаси каоліну, і для його реалізації у Києві від імені товариства «Добробут» відкривають контору для організації збуту каоліну на промислові підприємства. Уповноважений товариством представники — гірничий інженер Щітинський, експедитор Райзман і бухгалтер — розпочали активні торги каоліном, який люди вантажили у вагони і відправляли до столиці. Київська контора почала займатись махінаціями, збуваючи продукцію на заводи. Закуповуючи лісоматеріали та спецодяг для шахтарів, контора видавала векселі від імені товариства. Тоді у 1926 році кредитори звернулися у судові органи про погашення векселів, і слідчі органи кваліфікували дії керівництва як економічну контрреволюцію. Керівників Київської контори і голову товариства засудили до 10 років позбавлення волі. У газетах помістили оголошення про ліквідацію товариства та утворення ліквідкомісії, яку очолив Бурбеза Калень Прокопович та бухгалтер Киричук Григорій Семенович.
На початку 1929 року 16 членів колишнього товариства об'єдналися й утворилии артіль зі спільного обробітку землі (СОЗ), яку пізніше назвали колгоспом. Вони усуспільнили землю, коні, вози, реманент, посівний матеріал і почали весняні польові роботи. Головою товариства обрано Пустовіта Галактіона Яковича, згодом його змінив Шеверножук Т. С. Вирішальним у підготовці до суцільної колективізації був XV з'їзд ВКП(б) у 1927 році. А масовий перехід селян на шлях колгоспів розпочався у другій половині 1929 року і відбувався у запеклій боротьбі проти куркульства. У серпні 1929 року Раднарком УРСР ухвалив постанову «Про ознаки куркульських господарств». Такими вважалися господарства, які мали у своєму користуванні млин, олійню або постійно використовували найману працю. А у грудні цього ж року Сталін проголосив політику ліквідації куркульства як класу.
Для прискорення боротьби проти заможників партія послала на села армію активістів — 25 тисяч «по-більшовицьки» налаштованих російських робітників, які мали очолити новоутворені колгоспи і продовжити кампанію розкуркулення. У Паланку прибув 25-тисячник Замуруєв, який очолив колгосп у 1930 році, замінивши колишнього голову колгоспу Шеверножука Т. С. У той період з ярликом «куркуля» депортували із села більше десятка сімей найзаможніших селян, з них: Бурбеза Григорій Дмитрович, Бурбеза Андрій Дмитрович, Бурбеза Володимир, Бурбеза Омелян, Гриник Андрій, Голоднюк Єфрем, Голоднюк Кирило, Сватко Кирило, Ларійчук Петро, Бурдейний Олекса, Косіцький. Цих людей із сім'ями посадили у товарні вагони і відправили на Північ, у Сибір та Казахстан. Їхні будинки використали для громадських потреб та проживання активістів. Така демографічна ситуація підірвала суспільний лад і економічну базу села, що негативно позначилося на темпах сільськогосподарського виробництва і недобором продуктів. Присланий голова колгоспу Замуруєв не мав ніякого уявлення про сільське господарство. Обробляли землю кіньми і волами, сіяли вручну і отримували мізерні врожаї.
На початку 1932 року колгосп очолив інший 25-тисячник Чепурний. 1932 рік видався посушливим. Колгосп отримав дуже мізерний врожай. А колгоспу було доведено план здати у державу непомірну кількість зерна. Зрив плану хлібозаготівель розцінювався як саботаж. У селі було утворено дві бригади з виконання хлібозаготівель у складі трьох осіб. Отримавши наказ забирати всі залишки, вони забирали все до останньої крихти. Для виконання доведеного плану бригади ходили до кожного двору вдень і вночі, забираючи все до останньої зернини. Нічого і ніде не можна було приховати. Цим були створені умови для повального голодомору в 1933 році.
У вересні 1933 року керівники району, побачивши організаторські здібності Бруса Гната Івановича, який працював головою Вербівської сільської ради, рекомендують його головою колгоспу у Паланку. Син хлібороба, Брус Гнат Іванович, маючи хліборобський досвід і організаторські здібності, пропрацював на посаді голови понад 25 років. Осіння посівна 1933 року була проведена з великими зусиллями. Сіяли, в основному, вручну, бо в колгоспі була лише одна кінна сівалка. Але організаторські здібності і вимогливість до трудової дисципліни керівного складу колгоспу дають з року в рік позитивні результати.
У 1934 році у селі будується 4 приміщення для громадського тваринництва. Мали 25 пар коней, 33 корови, 25 свиноматок. Організовується МТС, яка починає обслуговувати колгоспи. У 1936 році колгосп досяг значних показників урожаю цукрових буряків — 500 центнерів з гектара, а 1938 року колгосп став учасником Всесоюзної сільськогосподарської виставки. Закуплено перші автомашини полуторки, на курсах підготовлено шоферів. Закуплено духові музичні інструменти та за допомогою одного із 25-тисячників Єфремова було організоване навчання музикантів і створено духовий оркестр. Той самий Єфремов організував виробництво та випалювання цегли. З цегли власного виробництва побудували три корівники, майстерню, кузню та зерносклад. Колгоспну пасіку збільшено до 110 бджолосімей.
Широкого розвитку набувають підсобні промисли, зокрема видобуток каоліну, що дало змогу зміцнити економіку колгоспу та забезпечити достойною зарплатнею колгоспників, але початок німецько-радянської війни у 1941 році призупинив його розвиток. Техніку було забрано для військових потреб, а велику рогату худобу — евакуйовано за Дніпро.
На часі німецької окупації 1941—1944 років діяла «община» на правах колективного господарювання, але з дуже малою оплатою праці.
У березні 1944 року після звільнення села від окупації починається відродження колгоспу. Березень — квітень 1944 року — правління колгоспу очолив місцевий мешканенць Пустовіт Афанасій Михайлович. Травень — грудень 1944 року — присланий з райцентру Любичанківський. Упродовж 1945 року головою колгоспу працював Олійник Семен Іванович.
Для обробітку полів не було тягла і механізмів. Селяни змушені використовувати власних корів, яких запрягали у ярмо, боронуючи озимі посіви та виконуючи інші роботи. Місцевий механізатор Гелета Дмитро Олексійович відремонтував трофейного німецького тягача й пристосував плуги для оранки поля.
В перші два повоєнні роки на більшості польових робіт використовувалася ручна праця й тому віддача поля була мінімальною. Працювали під девізом «Все для фронту, все для перемоги». На оплату праці не було надії, а виживали, в основному, за рахунок підсобного господарства, з якого треба було сплатити податки за землю, за худобу, за кожну плодову деревину та підписатися на позику. Крім цього, виконати натуральний податок — здати м'ясо, молоко, яйця.
У вересні 1946 році після демобілізації з армії повертається Брус Г. І. і береться за відновлення зруйнованого господарства. Починає зміцнюватися матеріально — технічна база колгоспу. На повну потужність працюють підсобні промисли — видобуток каоліну та виробництво цегли. Розпочато будівництво цілого тваринницького комплексу за межами села. Будується нове приміщення кузні, столярної майстерні, тракторної бригади. Працює млин, місцева електростанція, яка у повному обсязі забезпечує потреби господарства та освітлює центр села і сільські установи. Працює місцевий радіовузол та село поступово радіофікується. За десять повоєнних років колгосп уже має мільйонні прибутки, що дало змогу забезпечити найвищу оплату праці колгоспників у районі.
Як до економічно міцного господарства у 1950 році райком партії вирішив приєднати до Паланки колгосп «Більшовик» села Вапнярки. На загальних зборах головою колгоспу було обрано Поштарьова, але організатори зборів змушують новообраного голову виступити з відмовою від головування в об'єднаному колгоспі на користь Бруса Г. І. У 1954 році як до економічно міцного базового господарства приєднують ще Жолоб'янський та Горишківський колгоспи. Згодом Брусу Г. І. як умілому організатору вдається у короткі строки об'єднати середню ланку керівних кадрів об'єднаних колгоспів і забезпечити подальший розвиток економіки господарства. За високі і сталі показники у розвитку сільськогосподарського виробництва Брус Г. І. у 1958 році удостоєний високої урядової нагороди — ордена Леніна.
У липні 1964 року головою правління обирається Майданюк Віктор Іванович, за спеціальністю агроном. У Паланці зведено два двоквартирні будинки для спеціалістів та розпочато будівництво будинку культури в селі Горишківка. Згодом за представленням райкому партії головою правління колгоспу обирається Маланчук Віктор Костянтинович, який пропрацював до березня 1979 року, у 1979—1980 роках — Журжик Василь Михайлович. На початку 1986 року від Паланського колгоспу від'єднують село Жолоби і утворюють окреме господарство, яке очолив Горупай Андрій Олександрович.
У січні 1981 року Журжика В. М. змінює Павлюк Петро Іванович. Колгосп добудовує спортивний зал Вапнярківської школи та розпочинає будівництво Паланського сільського клубу. За сприяння П. І. Павлюка у 2004 році почалася газифікація сіл Вапнярки та Паланка.
12 червня 2020 року, відповідно до Розпорядження Кабінету Міністрів України від  № 707-р «Про визначення адміністративних центрів та затвердження територій територіальних громад Вінницької області», увійшло до складу Томашпільської селищної громади.
19 липня 2020 року, в результаті адміністративно-територіальної реформи та ліквідації  Томашпільського району, увійшло до складу новоутвореного Тульчинського району.

## Населення

### Мова
Розподіл населення за рідною мовою за даними перепису 2001 року:
| Мова       | Кількість | Відсоток |
| ---------- | --------- | -------- |
| українська | 500       | 96.71%   |
| російська  | 16        | 3.09%    |
| румунська  | 1         | 0.20%    |
| Усього     | 517       | 100%     |

## Відомі люди
- Брус Гнат Іванович (1903 — 1964) — голова місцевого колгоспу (1933-1964). Під його керівництвом господарство постійно добивалось високих показників у роботі, завдяки йому село не так сильно постраждало від голодомору 1933 року. У 1938 році кероване Гнатом Івановичем господарство стало учасником Всесоюзної сільськогосподарської виставки у Москві. Нагороджений орденом Леніна.
- Бурбеза Анатолій Дмитрович (нар. 24 серпня 1947, Паланка) — військовик, полковник.  Закінчив Київське вище загальновійськове училище ім. М. В. Фрунзе, Вищу Червонопрапорну школу КДБ ім. Дзержинського у Москві. Працював на посадах викладача, старшого викладача, заступника начальника спеціальної кафедри. Був куратором спецпідрозділів СБ України «Альфа» кількох обласних управлінь СБ України. На сьогодні проходить службу у Державному комітеті фінансового моніторингу України, як  державний службовець.
- Дідик Василь Якович (нар. 10 січня 1941, Паланка) — керівник Аналітичного центру Головного управління боротьби з організованою злочинністю МВС України. Працював у підрозділі ЦНДЛ МВС СРСР. Відповідальний секретар і керівник робочої групи Національного оргкомітету міжнародної конференції «Європейське співробітництво в боротьбі з міжнародною злочинністю і тероризмом». Учасник представницьких міжнародних конференцій і семінарів з аналітичних проблем, що проводились в Росії, США, Швейцарії, Італії.
- Дребот Іван Захарович (31 травня 1913, Паланка — 10 травня 1983, смт Болшево, Московська область) — радянський військовик, учасник радянсько-фінської та німецько-радянської війни, Герой Радянського Союзу (11 квітня 1940). Нагороджений орденами Леніна, Червоної Зірки, багатьма медалями. Полковник запасу. На його честь названа одна з вулиць села.[6]
- Киричук Павло Омелянович (29 червня 1914 — 2006) — Заслужений механізатор. Учасник німецько-радянської війни. Нагороджений орденами «Трудового Червоного прапора», «Жовтневої революції», «Вітчизняної війни» та «За мужність», а також медалями «За відвагу», «За бойові заслуги».
- Траченко Владислав Анатолійович (нар. 7 травня 1945, Вапнярка) — лікар, академік. Заступник директора та професор кафедри медичної психології і психокорекції інституту урології НАМН України. Начальник лікарсько-санітарного управління Укрзалізниці.

## Керівники села
Упродовж 1929-1941 років на посаді сільського голови спочатку працював Бондар Омелян Іванович (нар. 1903), згодом на посаді його змінив Юрченко Феодосій Ісаакович (нар. 1903). Обидва загинули на часі німецько-радянської війни 1941—1945 років. Секретарем сільської ради працював Дребот Григорій Федорович (нар. 1906).
В період тимчасової окупації села на посаду сільського старости румунськими властями призначено місцевого жителя Кушніра Омеляна Даниловича (нар. 1882). Після війни його засуджено на 10 років колонії суворого режиму. Помер у таборах в період відбування покарання. Секретарем в примарії працював Нечитайло Яким Іванович (нар. 1889). Після звільнення села від окупації у 1944 році на посаду голови сільради прислано росіянина Єршова.
У 1945 році на посаді голови працював прибулий в село гірничний інженер Древін Микола Петрович (нар. 1883). Попрацювавши один рік, він перейшов на роботу в місцевий колгосп інженером по нагляду за видобутком білої глини (каоліну).
У січні — вересні 1946 року обов'язки голови виконував Дребот Іван Якович (нар. 1891). У жовтні 1946 року головою сільради обрано звільненого в запас капітана Деменяка Івана Савовича (нар. 1906), який працював на цій посаді до серпня 1949 року, звільнився через хворобу.
Упродовж вересня 1949 — березня 1950 року посаду голови обіймала Желавська Наталка Яремівна (нар. 1918), квітень — грудень 1950 року — Пустовіт Афанасій Михайлович (нар. 1907).
У січні 1951 року на сесії сільської ради, за рекомендацією партійної організації, головою сільської ради обирають Ворощук Феодосію Омелянівну (нар. 1919), котра упродовж 1944-1950 років працювала бригадиром 4-ї рільничої бригади у місцевому колгоспі, згодом головою колгоспу у с. Станіславка. Очолювала колгосп с. Паланка наступних 28 років — до 1979 року.
Квітень 1979 — березень 1980 року — Воронюк Григорій Федорович; квітень 1980 — березень 1982 року — Новожен Василь Васильович; квітень 1982 — березень 1985 року — Кондратюк Петро Андрійович; квітень 1985 — листопад 1989 року — Божанський Григорій Іванович; грудень 1989 — березень 1991 року — Фурманюк Григорій Ілліч; квітень 1991 — липень 2011 року — Божанський Григорій Іванович; від грудня 2011 року — дотепер — Фурманюк Григорій Ілліч.

## Секретарі Паланської сільської ради
1929—1941 роки — Дребот Григорій Федорович (нар. 1906); 1944 — Ставнічук Ольга Антонівна (нар. 1918); 1945 — Нечитайло Фаїна Григорівна (нар. 1922); березень 1946 — грудень 1950 року — Дребот Григорій Федорович; січень — лютий 1951 — Юхименко Ілля Микитович (нар. 1899); березень 1951 — січень 1955 — Краєвський Іван Васильович; лютий 1955 — березень 1969 — Березюк Михайло Іванович, Дребот Григорій Федорович; квітень 1969 — березень 1991 року — Моргун Микола Андрійович; березень 1991 — грудень 1994 — Воронюк Григорій Федорович; січень 1995 — Фурманюк Григорій Ілліч; травень 2011 — Резнік Галина Іванівна.